# Снижение стресса на основе осознанности
Снижение стресса на основе осознанности (англ. Mindfulness-based stress reduction, MBSR) — это восьминедельная научно-обоснованная программа, которая предлагает светское, интенсивное обучение осознанности, чтобы помочь людям со стрессом, тревогой, депрессией и болью. Разработанный в Медицинском центре Массачусетского университета в 1970-х годах профессором Джоном Кабат-Зинном, MBSR использует комбинацию медитации осознанности, осознания тела, йоги и исследования паттернов поведения, мышления, чувств и действий. Осознанность может быть понята как непредвзятое принятие и исследование настоящего опыта, включая телесные ощущения, внутренние ментальные состояния, мысли, эмоции, импульсы и воспоминания, чтобы уменьшить страдания и улучшить самочувствие. Медитация осознанности — это метод, с помощью которого развиваются навыки внимания, развивается эмоциональная регуляция, а также значительно уменьшаются руминации и беспокойство. В течение последних десятилетий медитация осознанности была предметом контролируемых клинических исследований, которые предполагают её потенциальное благотворное влияние на психическое, а также физическое здоровье. Хотя MBSR имеет свои корни в духовных учениях, сама программа является светской. Программа MBSR подробно описана в книге Кабат-Зинна 1990 года «Full Catastrophy Living».

## История

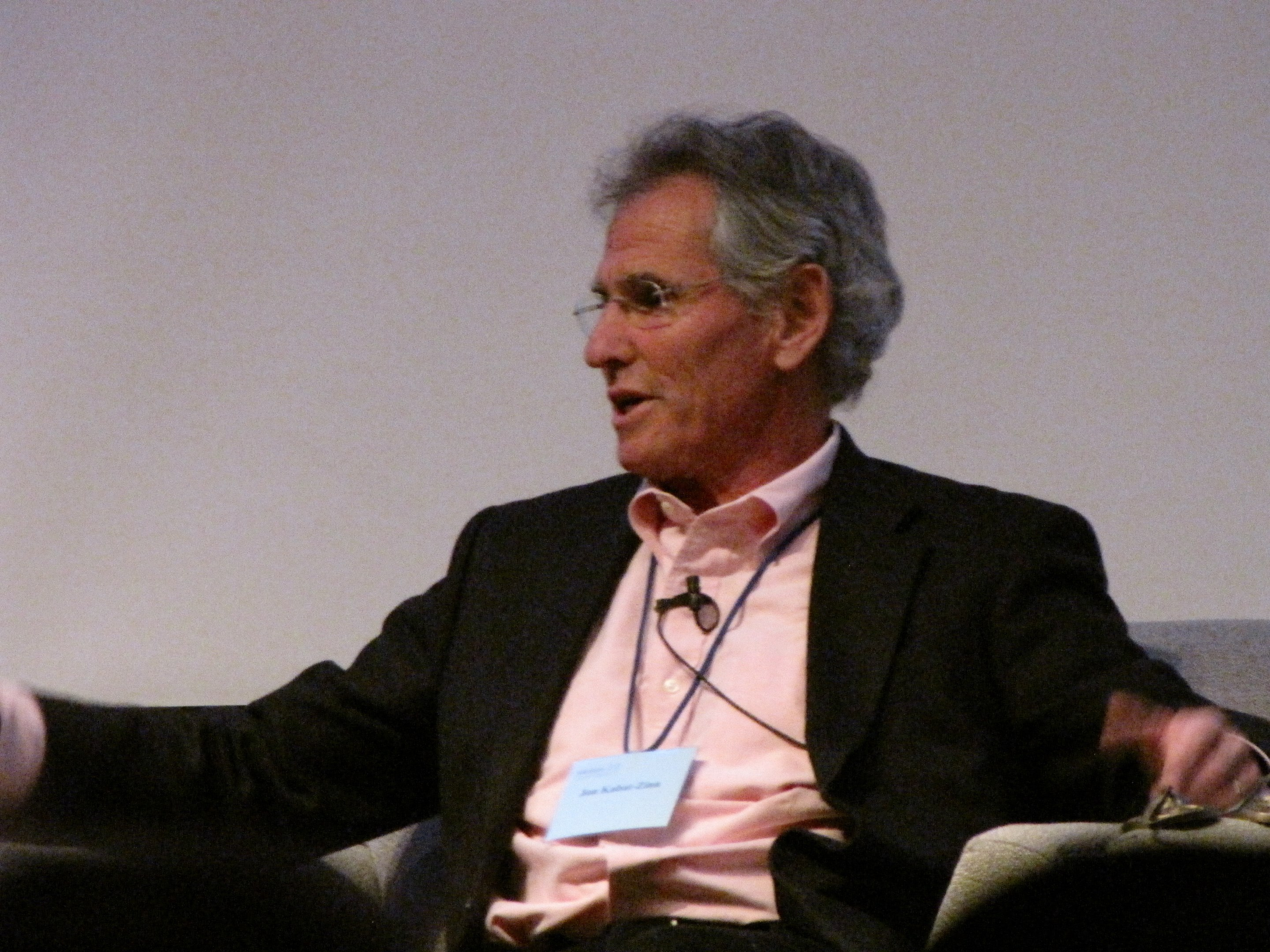
Джон Кабат-Зинн
Основатель Клиники снижения стресса на основе осознанности

В 1979 году Джон Кабат-Зинн основал клинику снижения стресса на основе осознанности при Медицинском центре Массачусетского университета, а почти двадцать лет спустя — центр осознанности в медицине, здравоохранении и обществе при Медицинской школе Массачусетского университета, оба эти учреждения поддерживали развитие и внедрение MBSR в больницы по всему миру. Кабат-Зинн подробно описал программу MBSR в своей, ставшей бестселлером, книге 1990 года «Full Catastrophy Living», которая была переиздана в пересмотренном издании в 2013 году. В 1993 году курс MBSR, преподаваемый Джоном Кабат-Зином, был включен в книгу Билла Мойера «Исцеление изнутри». В 2015 году около 80 % медицинских школ, по сообщениям, предлагают некоторый элемент обучения осознанности, и научно-образовательные центры, посвящённые осознанности, получили широкое распространение.

## Программа
MBSR — программа для групп, которая фокусируется на постепенном приобретении осознанности, внимательности. Программа MBSR — это восьминедельный семинар, проводимый сертифицированными тренерами, который включает еженедельные групповые встречи (2,5-часовые занятия) и однодневный ретрит (семичасовая практика осознанности) между шестой и седьмой неделей, домашнее задание (45 минут ежедневно) и обучение трём формальным техникам: медитации осознанности, сканированию тела и простым позам йоги. Групповые дискуссии, исследования опыта медитативной практики и его применение в жизни, являются центральной частью программы. Сканирование тела — это первая длительная формальная техника осознанности, которой обучают в течение первых четырёх недель курса, и она включает в себя спокойное сидение или лежание и систематическую фокусировку внимания на различных областях тела, начиная с пальцев ног и медленно поднимаясь к макушке головы. MBSR основан на неосуждении, не стремлении, принятии, отпускании, начинающем уме, терпении, доверии и не центрировании.
Согласно Кабат-Зину, основой MBSR является осознанность, которую он определил как «мгновенное, непредвзятое осознание». Во время программы участникам предлагается сосредоточиться на неформальной практике, а также включить осознанность в свои ежедневные рутины. Считается, что сосредоточение на настоящем повышает чувствительность к окружающей среде и собственным реакциям на неё, следовательно, усиливает самоконтроль и самообладание. Она также даёт выход из размышлений о прошлом или беспокойства о будущем, разрывая цикл этих дезадаптивных когнитивных процессов.
Научные доказательства изнурительного воздействия стресса на организм человека и его эволюционные истоки были обнаружены в новаторской работе Роберта Сапольски и исследованы для непрофессиональных читателей в книге «Почему у зебры не бывает язвы». Медитация осознанности приводит к значительному снижению психологического стресса, и, по-видимому, предотвращают связанные с этим физиологические изменения и биологические клинические проявления, которые происходят в результате психологического стресса. Согласно статье 2014 года в журнале Time, медитация осознанности становится популярной среди людей, которые ранее не были склонны к медитации. Учебная программа, начатая Кабат-Зином в Медицинском центре Массачусетского университета, подготовила почти 1000 сертифицированных инструкторов MBSR, которые находятся почти в каждом штате США и более чем в 30 странах. Корпорации, такие как General Mills, сделали его доступным для своих сотрудников или выделили комнаты для медитации. Конгрессмен демократ Тим Райан опубликовал в 2012 году книгу под названием внимательная нация и он помогал организовывать регулярные групповые медитации на Капитолийском холме.

## Методы практики
Занятия и программы по снижению стресса на основе осознанности предлагаются различными учреждениями, включая больницы, ретритные центры и различные центры йоги. Обычно программы фокусируются на обучении:
1. Осознании ума и тела для уменьшения физиологических эффектов стресса, боли или болезни.
2. Эмпирическому исследованию переживаний стресса и дистресса для развития меньшей эмоциональной реактивности.
3. Невозмутимости перед лицом перемен и потерь, как норме для любой человеческой жизни.
4. Непредвзятости в повседневной жизни.
5. Спокойствию и ясности в каждый момент.
6. Медитации осознанности для культивации более радостного ощущения жизни и расширения доступа к внутренним ресурсам для исцеления и управления стрессом.

## Оценка эффективности
Программы, основанные на осознанности, показали свою полезность для здоровых взрослых, для подростков и детей, а также оказали положительное влияние на различные показатели здоровья, включая расстройства пищеварения, психические заболевания, боли, нарушения сна, онкологию, психологический дистресс, а также помогают справляться с проблемами со здоровьем. 
Осознанность является предметом растущего исследовательского интереса: так, в 2003 году было опубликовано 52 научных статьи, а к 2012 году их число возросло до 477, почти 100 рандомизированных контролируемых исследований было опубликована на начало 2014 года.
Исследования, касающиеся снижения стресса на основе осознанности среди учащихся старших классов средней школы, показали, что они облегчают психологический стресс, который обычно встречается в этой конкретной возрастной группе. В одном исследовании долгосрочное воздействие 8-недельного лечения по снижению стресса на основе осознанности (MBSR) было продлено до двух месяцев после завершения базового курса программы.
Исследования показывают, что тренировка внимательности улучшает концентрацию, внимание и способность работать в условиях стресса. Внимательность может также иметь потенциальные преимущества для сердечно-сосудистого здоровья. Данные свидетельствуют об эффективности медитации осознанности в лечении расстройств, связанных с употреблением психоактивных веществ, тренировка внимательности также может быть полезна для людей с фибромиалгией.
Кроме того, недавние исследования изучили способность снижения стресса на основе осознанности повышать самосострадание и повышать самоощущение тех, особенно матерей, кто ухаживает, за молодыми людьми, борющихся с расстройствами, связанными с употреблением психоактивных веществ. основанные на осознанности вмешательства позволили матерям испытать снижение стресса, а также улучшить отношение к самим себе, что привело к улучшению межличностных отношений.
Положительное воздействие MBSR не ограничивается людьми, оказавшимися в сложной жизненной ситуации или испытывающими проблемы со здоровьем, но, и как было обнаружено, оказывает положительное влияние и на здоровых людей. В 2019 году было проведено исследование, в ходе которого наблюдалось состояние сознания здоровых участников, прошедших 8-недельную программу MBSR. В исследовании Roca et al. (2019), были выделены пять показателей в соответствии с MBSR, которые включали внимательность, сострадание, психологическое благополучие, психологический дистресс и эмоционально-когнитивный контроль. Психологические функции наблюдались в сочетании с пятью ранее упомянутыми категориями и измерялись с помощью вопросников. Конечным открытием этого исследования стала связь между этими пятью категориями. В целом, из наблюдаемых пяти, рост показателей внимательность и психологическое благополучие был наиболее значимым.
Интервенции, основанные на осознанности, и их влияние стали преобладающими в повседневной жизни, особенно когда они культивируются в академической среде. После опроса детей, средний возраст которых составлял 11 лет, стало очевидно, что внимательность способствовала их способности регулировать свои эмоции. В дополнение к этим выводам, эти дети заявили, что чем больше практики осознанности применялось их учителями в процессе школьной программы, тем легче было применять её принципы.
Было показано, что основанные на осознанности подходы к стрессу повышают способность к самосостраданию. Было обнаружено, что более высокие уровни самосострадания значительно уменьшают стресс. Кроме того, по мере того, как растёт самосострадание, вероятно, растёт и самосознание. Было замечено, что это открытие происходит во время лечения и даже после лечения. Самосострадание является как результатом, так и информативным фактором эффективности подходов, основанных на осознанности.